# NGC 2100
NGC 2100 is een open sterrenhoop in de Grote Magelhaense Wolk in het sterrenbeeld Goudvis. Het hemelobject werd op 25 september 1826 ontdekt door de Schotse astronoom James Dunlop.

## Synoniemen
- ESO 57-SC25